# Alysia verrucosa
Alysia verrucosa är en stekelart som beskrevs av Papp 1991. Alysia verrucosa ingår i släktet Alysia och familjen bracksteklar. Inga underarter finns listade i Catalogue of Life.